# Matthias Scherz
Matthias Scherz (ur. 14 grudnia 1971 w Rotenburgu (Wümme)) – były niemiecki piłkarz występujący na pozycji pomocnika lub napastnika.

## Kariera
Scherz karierę rozpoczynał w amatorskim SV Rot-Weiß Scheeßel. Trafił tam w wieku 8 lat. Grał aż do 23 roku życia. Wówczas przeszedł do rezerw FC St. Pauli. Spędził tam dwa lata. W 1996 roku został przesunięty do pierwszej drużyny ekipy z Hamburga. Grała ona wtedy w pierwszej lidze. W ekstraklasie Scherz zadebiutował 28 sierpnia 1996 w przegranym przez jego zespół 0-4 pojedynku z Karlsruher SC. Pierwszego gola w ligowej karierze strzelił 11 marca 1997 roku w spotkaniu z Werderem Brema, przegranym przez St. Pauli 1-2. Na koniec sezonu 1996/1997 jego drużyna zajęła ostatnią, osiemnastą pozycję w lidze i została zdegradowana na zaplecze ekstraklasy. Mimo to Scherz postanowił pozostać w klubie. Grał w nim jeszcze przez dwa lata. Łącznie rozegrał tam 86 spotkań i zdobył 12 bramek.
Latem 1999 został zawodnikiem innego drugoligowca - 1. FC Köln. Pierwszy występ w lidze zanotował tam 14 sierpnia 1999 roku w wygranym przez jego zespół 1-0 meczu z Rot-Weiß Oberhausen. Na koniec debiutanckiego sezonu 1999/2000 wygrał z 1. FC Köln rozgrywki 2. Bundesligi i awansował z klubem do ekstraklasy. Spędził w niej dwa sezony, a potem powrócił do drugiej ligi. W kolejnych sezonach jego klub regularnie balansował pomiędzy pierwszą a drugą ligą. W 2003 roku z osiemnastoma bramki na koncie Scherz zajął drugą pozycję w klasyfikacji strzelców 2. Bundesligi. W sezonie 2007/2008 jego klub awansował do Bundesligi. W 2009 roku przeszedł na piłkarską emeryturę, ale powrócił trzy lata później, aby podpisać kontrakt z Fortuną Köln z ligi Regionalliga West. Ponownie przeszedł na emeryturę w 2013 roku.